# Iphiaulax rotundicanaliculatus
Iphiaulax rotundicanaliculatus är en stekelart som beskrevs av Cameron 1912. Iphiaulax rotundicanaliculatus ingår i släktet Iphiaulax och familjen bracksteklar. Inga underarter finns listade i Catalogue of Life.